# The Highlanders (Seaforth, Gordons and Camerons)
Pour les articles homonymes, voir The Highlanders (homonymie).

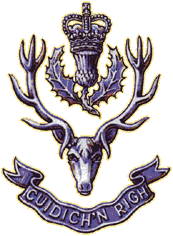
The Queen’s Own Highlanders

The Highlanders (Seaforth, Gordons and Camerons) était un régiment d'infanterie écossais de la British Army. Depuis 2006, il forme le 4e bataillon du Royal Regiment of Scotland. Le quartier général du régiment était situé à Inverness en Écosse. Sa devise est Cuidich'n Righ (« Aide le roi »).

## Histoire

### The Gordon Highlanders
En 1881, The Gordon Highlanders virent le jour en raison de la fusion des 75e et 92e régiments d’infanterie. Cela permit de créer un régiment à deux bataillons : le 1er bataillon était l’héritier du 75e régiment par changement d’appellation et le 2nd du 92e.
Le 75e Régiment d’Infanterie (en anglais 75th Foot Regiment) fut levé en 1787 par le colonel Robert Abercomby of Tullibody pour le service en Inde. Ce ne fut qu’en 1807 qu’il retourna en Grande-Bretagne. Quant au 92e Régiment d’Infanterie (en anglais 92nd Foot Regiment), ce fut le duc de Gordon qui le leva en 1794. Il porta le rang 100 sur la liste des régiments britanniques au début de son histoire. Ce fut seulement à partir de 1798 qu’il devint le 92e régiment d’infanterie. 
En 1948, le 2nd bataillon des Gordon Highlanders absorba le 1er bataillon.

### The Queen’s Own Highlanders (Seaforth and Camerons)
En 1961, The Queen’s Own Highlanders (Seaforth and Camerons) virent le jour grâce à la fusion :
- The Seaforth Highlanders ;
- The Queen’s Own Cameron Highlanders.

The Seaforth Highlanders furent créés en 1881 par la fusion des 72e et 78e régiment d’infanterie. Cela permit de mettre sur pied un régiment à deux bataillons. C’est pourquoi le 72e régiment devint le 1er bataillon et le 78e le 2e bataillon.
Levé en 1778 par le comte de Seaforth, le 72e régiment porta au début de son histoire le rang 78 sur la liste des régiments britanniques. Ce fut en 1786 qu’il occupa son rang définitif, c’est-à-dire le 72e. Quant au 78e régiment d’infanterie, il fut levé en 1793 par Frances Humberstone Mackenzie et porta le nom de 78th (Highland) Regiment of Foot (Ross-shire Buffs). De 1794 à 1796, il fut créé un second bataillon. 
En 1947, le gouvernement britannique décida la fusion du 1er et 2e bataillon.
Les Queen’s Own Cameron Highlanders trouvent directement leur origine directement du 79e Régiment d’Infanterie (en anglais 79th Foot Regiment), levé par Alan Cameron of Erracht en 1793. 
De 1804 à 1815 et de 1897 à 1948, il exista un second bataillon.

### The Highlanders
The Highlanders (Seaforth, Gordons and Camerons) est un régiment créé en 1994 par la fusion de deux régiments écossais : The Gordon Highlanders et The Queen’s Own Highlanders (Seaforth and Camerons). 
Courant 2006, The Highlanders (Seaforth, Gordons and Camerons) fera partie du Royal Regiment of Scotland et portera le nom de The Highlanders 4th Battalion, The Royal Regiment of Scotland.

## Annexe